# Óscar Constantino González
Óscar Constantino González (Valle de la Pascua, estado Guárico, Venezuela; 25 de enero de 1992) es un futbolista venezolano que juega como defensa en el Estudiantes de Mérida F. C. de la Primera División de Venezuela.

## Trayectoria

### Monagas Sport Club
Oscar se incorpora para trabajar con el Monagas Sport Club para el Torneo Apertura del 2017.
Participó el 27 de febrero de 2018, en el encuentro ante el Cerro Porteño de Paraguay en la primera fase de la Copa Libertadores 2018, donde el Monagas SC fue derrotado 2 a 0.

## Clubes
| Club                    | País      | Temporadas    |
| ----------------------- | --------- | ------------- |
| Atlético el Vigía       | Venezuela | 2013          |
| Trujillanos FC          | Venezuela | 2013 - 2014   |
| Deportivo La Guaira     | Venezuela | 2014 - 2016   |
| Monagas SC              | Venezuela | 2017 - 2019   |
| Independiente del Valle | Ecuador   | 2019          |
| Monagas SC              | Venezuela | 2019-2024     |
| Academia Puerto Cabello | Venezuela | 2025          |
| Estudiantes de Mérida   | Venezuela | 2025-presente |

## Palmarés

### Campeonatos nacionales
| Título                        | Club                | País      | Año  |
| ----------------------------- | ------------------- | --------- | ---- |
| Copa Venezuela                | Deportivo La Guaira | Venezuela | 2014 |
| Copa Venezuela                | Deportivo la Guaira | Venezuela | 2015 |
| Primera División de Venezuela | Monagas Sport Club  | Venezuela | 2017 |